# 强风吹拂 (电视剧)
《强风吹拂》（英語：Blowing in the Wind），2019年中国偶像剧。本剧改编自意阑所著的同名小说，由邢昭林、李凱馨、查侬·散顶腾古领衔主演，优酷视频于2019年6月6日首播。

## 播出时间
| 频道     | 所在地 | 播出日期      | 播出时间         | 备注 |
| -------- | ------ | ------------- | ---------------- | ---- |
| 优酷视频 | 中国   | 2019年6月6日  |                  |      |
| 佳樂台   | 新加坡 | 2019年8月28日 | 星期一至五 23:00 |      |

## 演员列表

### 主要演员
| 演員                    | 角色   | 介紹 |
| 邢昭林                  | 夏迪   | 五年前登山事故的唯一亲历者，并因此患上恐高，屏蔽与登山相关的一切事情。做事沉稳、克制、理性、有责任感。在与林峰的感情上，他其实是一个彻头彻尾的情感“新手”。                 |
| 李凱馨 （童年：劉未晞） | 林峰   | 小名：攀攀，运动能力强，但在登山技能上处于入门水平。是让五年前登山事故重回大众视线的关键人物，将深受事故影响，原本已经分崩离析的夏迪等人，重新联系在一起，并最终揭开真相。 |
| 查侬·散顶腾古           | 陈以陆 | 登山占据了他主要的生活内容，一直爱与攀登密不可分。不断登顶不同的高峰，足迹遍布各地，成为户外探险、登山圈冉冉升起的新星，经历为很多人津津乐道。                             |

### 其他演员
| 演員                  | 角色       | 介紹 |
| 郭玮洁                | 范琳       | 表面看起来是典型白富美，已经走出了五年前的事故，过着优雅且令人羡慕的生活，事业有成，实则有着自己的苦楚。                                  |
| 向皓 （童年：代藝銘） | 包赟       | 林峰的表哥，全家移民的富二代，保险公司经纪人。喜欢开玩笑，擅长和人作對，和不认识的人话不多，只有跟发小儿夏迪一起才会露出“孩子气” 的一面。 |
| 任彬                  | 孙立明     | 户外品牌公司老板，前登山队成员，一直在寻找当年事故的真相，是一个重情重义却又为此所累的悲情角色。                                          |
| 石知田                | 范杨       | 范琳的哥哥，夏迪的至交好友，用自己的热情和梦想感染着登山社的所有人，五年前在登山事故中遇难，年仅24岁。                                    |
| 曦子                  | 徐安妮     | 古灵精怪的毒舌美少女，是林峰从中学以来的好友，善良，仗义，敢爱敢恨，是一名坚持不靠父母靠自己的富二代。                                    |
| 鍾正                  | 郑千里     | 成和大学机械工程系研究生一年级学生，登山社现任社长。 当年事故的“旁观者”，暗恋徐安妮，心有千里江河却内向害羞的 “纯情宅男”。                |
| 高承一                | 张小飞     | 成和大学校足球队前队长，在训练场争夺中结识林峰，被林峰那种对登山运动的执着一下子打动，中二地将林峰视为自己的“生死之交”。                  |
| 常凱寧                | 林立海     | 林峰的父親。 |
| 孔雁                  | 蘇梅       | 林峰的母親，包贇的小姨。 |
| 岳偉                  | 孫助理     | |
| 王建政                | 楊教授     | |
| 王偉                  | 邢主任     | |
| 皮雨萱                | 葉子       | 范琳的好友 |
| 任升                  | 侯主任     | |
| 閆星佐                | 足球社員甲 | |
| 白佳銘                | 足球社員乙 | |
| 徐睿晨                | 足球社員丙 | |
| 舒康                  | 新社員甲   | |
| 邱升蕾                | 新社員乙   | |
| 徐璐                  | 新社員丙   | |
| 張佳怡                | 新社員丁   | |
| 馬博煌                | 同學甲     | |
| 王彥飛                | 系秘       | |
| 徐清清                | 同事甲     | |
| 余雪飛                | 同事乙     | |
| 溫心                  | 李小姐     | |
| 林嘉偉                | 保安       | |
| 潘燁斌                | 工作人員   | |
| 黃恒                  | 酒吧老闆   | |
| 梁振輝                | 服務員     | |
| 姚鑫                  | 投資人甲   | |
| 徐逸晨                | 萌妹子     | |
| 尹佳芳子              | 女生甲     | |
| 李思言                | 女生乙     | |

## 電視劇歌曲
| 曲序 | 曲目                 |            | 作曲   | 编曲   | 製作人 | 演唱             |
| ---- | -------------------- | ---------- | ------ | ------ | ------ | ---------------- |
| 1.   | 〈全世界的秘密〉     | 閆驍男     | 閆驍男 | 張家誠 |        | 李凱馨、邢昭林   |
| 2.   | 〈快回來吧〉         | 李凱馨     | 李凱馨 | 牛子健 |        | 李凱馨           |
| 3.   | 〈想〉               | 郭棟楠     | 馬敬   | 賈旗   |        | 火箭少女101 傅菁 |
| 4.   | 〈多遠的遠方〉       | 張暢       | 芮嘉言 | 牛子健 |        | 亞森             |
| 5.   | 〈翻越〉             | HAOO、小川 | HAOO   | 方磊   |        | 譚小柏           |
| 6.   | 〈新的精彩〉         | 王迦奕     | 王迦奕 | 洪川   |        | 楊鴻             |
| 7.   | 〈風吹著我向你跑來〉 | 焦邁奇     | 焦邁奇 | 許蔚天 | 許蔚天 | 焦邁奇           |